# Județul Hunedoara
Hunedoara este un județ aflat în regiunea istorică Transilvania, în România. Județul face parte din Regiunea de dezvoltare Vest iar reședința acestuia este municipiul Deva.
În plan european, județul face parte din Euroregiunea DKMT.
La recesământul din 2021, județul Hunedoara a înregistrat 361.657 de locuitori. Județul se întinde pe o suprafața de 7.063 de km. pătrați. Județul are o densitate de 51 de locuitori pe km. pătrat.

## Economie
Centrul economic al județului, cel mai mare oraș și reședința județului este  Deva .
Mai multe industrii sunt prezente în județ care contribuie la PIB, 
În timpul uniunii sovietice, Hunedoara a fost una dintre cele mai industrializate județe din țară. Când regimul comunist a căzut în România multe ramuri industriale din județ au slăbit sau, sau prăbușit, afectând negativ economia.
Mineritul:Această activitate economică care exista din epoca antică, și care exploata metale și 
cărbune. Valea Jiu este un centru important de minerit din Hunedoara din secolul 19 până în mijlocul secolului 20 când multe mine s-au închis în regiune.
Energia: Hunedoara deține una dintre cele mai mari termocentrale din România la Mintia. 
Oțel: Municipiul Hunedoara deținea cea mai mare industrie de manufactură de oțel din România până în anii 90 când a depășit Galați Hunedoara.
Agricultura: În județ, domenii în agricultură ca  creșterea animalelor și cultivarea cerealelor, fructelor sunt prezente și contribuie la economie. Hunedoara este și județul cu cei mai mulți șomeri. 9,6% din populație nu muncește, un număr mare comparativ cu standardul național de 5,5%.

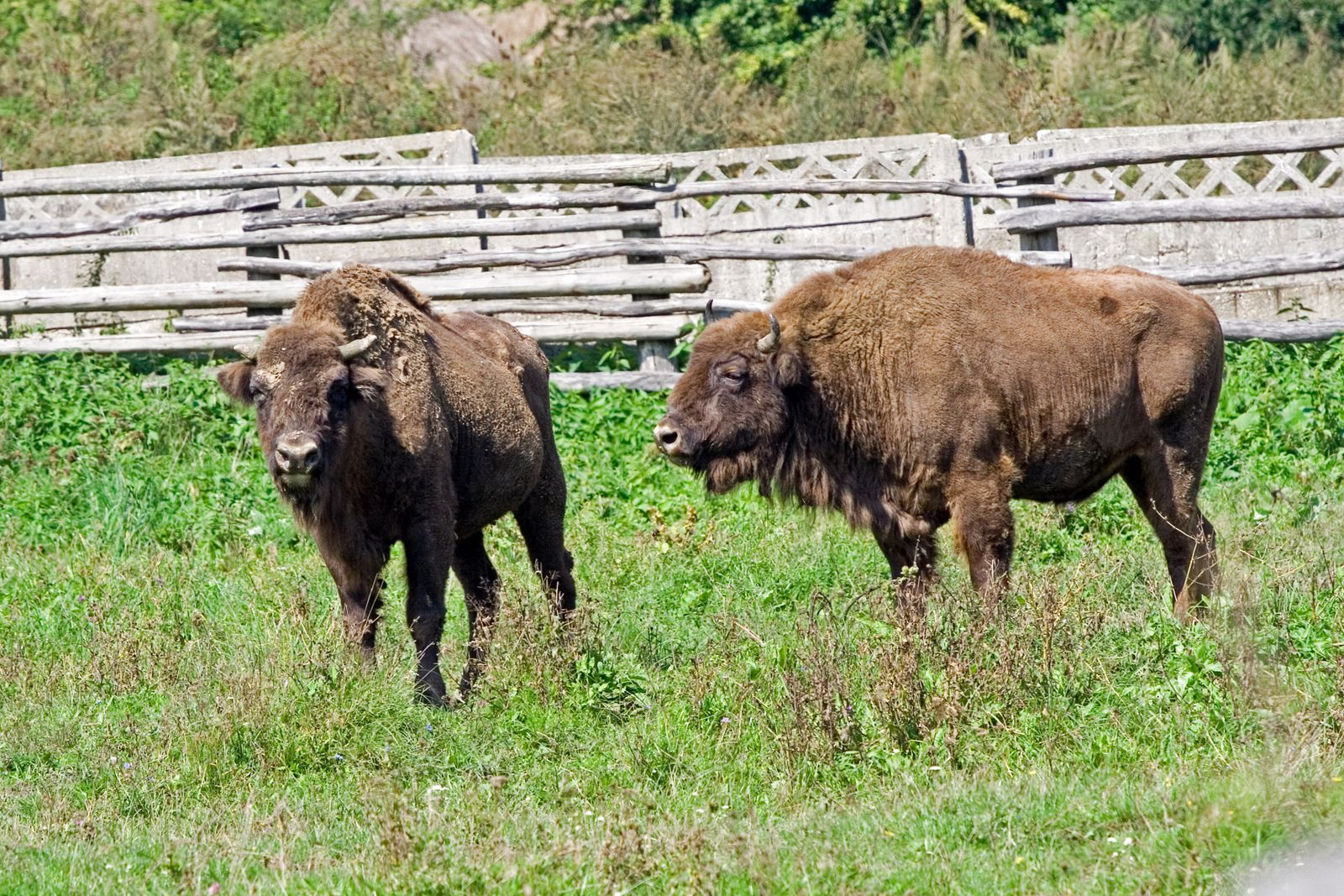
Bizon European în rezerva de natură din Hațeg

Cele mai importante și bine cunoscute ramuri din județ sunt:
• Metalurgie
• Materiale de construcție
• Industria textilelor
• Echipamente de minerit
• Industria alimentară

## Istorie

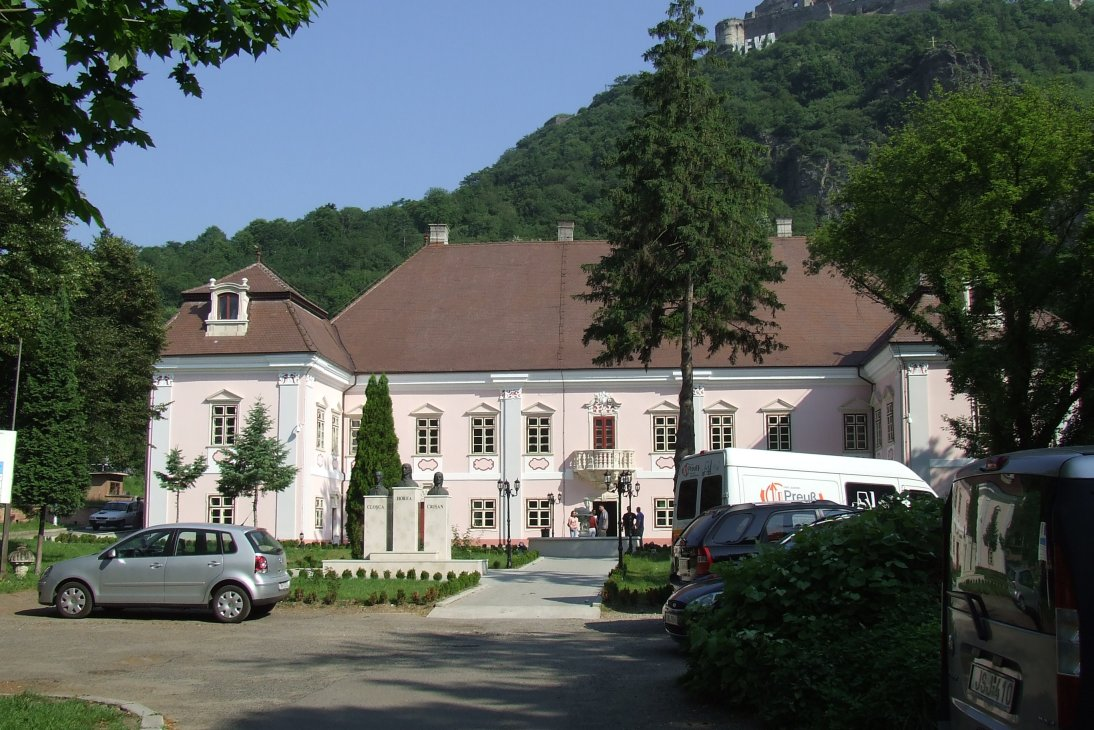
Magna Curia din Deva.

Primele așezări omenești din Ținutul Hunedoarei datează încă din Paleolitic, în urmă cu zeci de mii de ani. Din Neolitic sunt numeroase urmele culturii "Starcevo-Criș", cultură străveche, una din cele mai vechi culturi neolitice din Europa. Cultura "Turdaș" este reprezentată de cele mai întinse urme de locuire (la Valea Nandrului, lângă Hunedoara, cca. 10 ha.). Această cultură a folosit probabil pentru prima dată scrierea, cu peste o mie de ani înaintea Sumerienilor. Au urmat apoi culturile "Petrești" (cu 4500-5000 de ani în urmă) și "Coțofeni" (perioadă în care s-a extras și prelucrat pentru prima dată cuprul și aurul), apoi "Epoca de bronz", "Epoca Fierului" și - în sfârșit - "Epoca Dacă". Toate aceste culturi au lăsat urme ca nicăieri în altă parte a lumii.
Sarmizegetusa Regia, capitala statului dac și complexul de fortificații din jurul muntelui sfânt (Kogaionon) se aflau în Munții Orăștie, în apropiere de prezenta localitate Grădiște, lângă Hunedoara.
In 1983 in publicatia Faclia arheologul Hristache Tatu a afirmat ca a descoperit in judetul Hunedoara locul fortificat al bataliei dacoromane de la Tapae.
În secolul XIII, Hunedoara devine un comitat, iar în secolele ce urmează au loc multe lupte pentru evitarea cuceririi de către populațiile vecine (printre acestea se numără luptele antiotomane ale lui Iancu de Hunedoara, răscoala lui Horea, Cloșca și Crișan, Revoluția de la 1848 și lupta pentru unirea cu România.

## Geografie

### General
Județul Hunedoara este așezat pe cursul mijlociu al râului Mureș, în vecinătatea Munților Apuseni (N), Orăștiei și Șureanu (S-E),  Retezat-Godeanu, Vâlcan și Parâng (S) și Poiana Ruscă (S-V). Cele mai importante râuri care îl traversează sunt Mureș, Strei, Râul Mare, Crișul Alb, și Jiul. Depresiunile întinse ale Hațegului și Zarandului se află pe teritoriul județului.

### Resurse
Județul Hunedoara este bogat în resurse minerale. Aici se extrag minereuri auro-argentifere, cărbuni (în special huilă, în Valea Jiului). Alte industrii bine reprezentate sunt cea constructoare de mașini, chimica, a energiei electrice, de mobilă, a materialelor de construcție. Tot aici se găsesc stațiunile cu ape termale de la Geoagiu și Călan.

### Căi rutiere
Principala cale rutieră din județ este șoseaua DN7, care leagă județul cu partea de vest a României (Arad, Timișoara, Oradea). Un alt drum național ce traversează județul este DN66, care face legătura cu partea de sud a țării, prin defileul Jiului.

### Căi ferate
Județul Hunedoara este tranzitat de către magistrala CFR 200 de cale ferată Brașov - Sibiu - Simeria - Deva - Arad - Curtici, care parțial face parte din coridorul european IV (Dresda) - Budapesta - Curtici - Sighișoara - Bucuresti - Constanța. O altă linie importantă este Magistrala CFR 202 Simeria - Petroșani - Filiași care asigură legătura intre Transilvania și Oltenia, precum și liniile Ilia - Lugoj și Brad - Arad. De menționat ca ultimele două sunt căi ferate neelectrificate.

### Zone etnografice
Frumusețea și varietatea cadrului natural, precum și bogăția elementelor cu caracter cultural (artistic, etnografic, istoric) conferă județului Hunedoara un potențial turistic remarcabil, obiectivele fiind grupate în 5 zone principale: Ținutul Pădurenilor, Țara Zarandului, Valea Mureșului, Țara Hațegului, Valea Jiului.

## Populație
Județul Hunedoara se întinde pe o suprafață de 7.063 km² (2,9% din teritoriul României). In 2021 avea o populație stabilă de 361.657 locuitori.
Județul Hunedoara - evoluția demografică

|  | Graficele sunt indisponibile din cauza unor probleme tehnice. Mai multe informații se găsesc la Phabricator și la wiki-ul MediaWiki. |

Date: Recensăminte sau birourile de statistică - grafică realizată de Wikipedia

## Turism

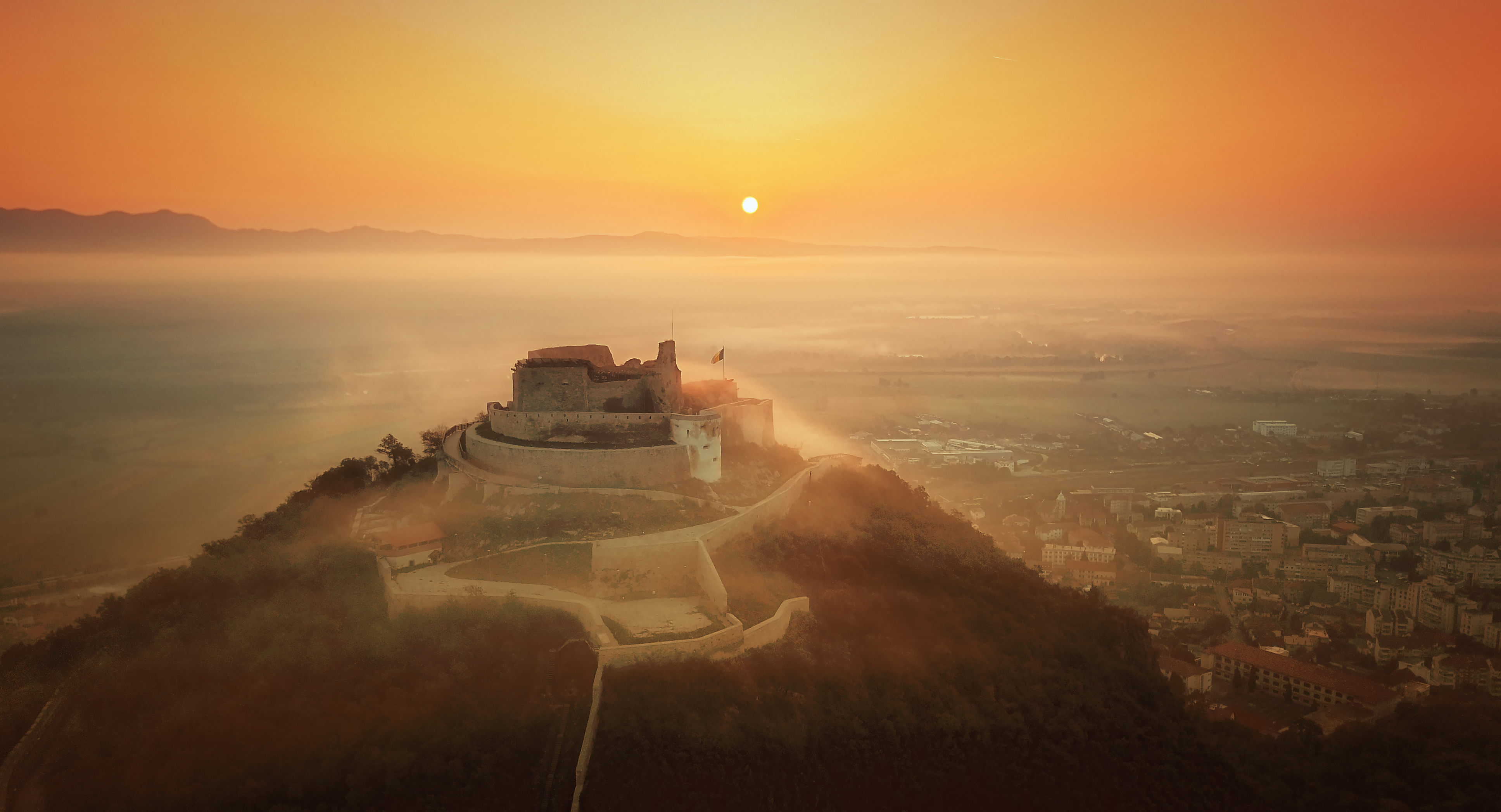
Cetatea Deva

Parcul Național Retezat și alte regiuni pitorești îl fac unul dintre cele mai frumoase județe din România. De asemenea, în patrimoniul mondial UNESCO se află Fortărețele dacice din Munții Orăștiei. Județul este al treilea de pe ruta Via Transilvanica, traseu turistic care străbate Munții Carpați și Podișul Transilvaniei.
Principalele atracții turistice din județ sunt:
- Geoparcul Dinozaurilor „Țara Hațegului”
- Parcul Natural Grădiștea Muncelului - Cioclovina
- Fortărețele dacice din Munții Orăștiei
- Ulpia Traiana Sarmizegetusa - capitala provinciei romane Dacia.
- Edificiile medievale de la Densuș, Deva, Hunedoara, Santămaria-Orlea, Strei.
- Castelul Corvinilor din Hunedoara
- Turnul medieval de pază din Crivadia

## Personalități
- Ioan Huniade (1387 - 1456) - comite de Timiș, mai cunoscut ca Iancu de Hunedoara sau Ioan de Hunedoara, considerat „părintele Hunedoarei moderne”.
- Eugen Evu (n. 1944 – d. 2017) poet, publicist și prozator român, membru al Uniunii Scriitorilor din România
- Arsenie Boca (1910 - 1989) - părinte ieromonah, teolog și artist plastic (muralist) ortodox român, martir al închisorilor comuniste, canonizat ca sfânt
- Ilarion Felea (1903 - 1961) - preot ortodox, profesor de teologie, martir al închisorilor comuniste, canonizat ca sfânt
- Ioan Budai-Deleanu (1760 - 1820)- a fost un scriitor, filolog, lingvist, istoric și jurist, corifeu al Școlii Ardelene
- Mircea Sântimbreanu (1926 - 1999)- a fost un scriitor român, director al editurii Albatros, publicist, scenarist și producător de film
- Sigismund Toduță (1908 - 1991) - a fost un compozitor, muzicolog, profesor român, membru corespondent (martie 1991) al Academiei Române
- Petru Groza (1884 – 1958) - a fost un avocat și om politic,  șef al statului, în perioada 2 iunie 1952 - 7 ianuarie 1958
- Vlaicu Bârna (1913 - 1999) - a fost un poet, romancier, memorialist, critic literar și traducător român
- Ion Dodu Bălan (1929 - 2018) - a fost autor, critic și istoric literar, folclorist, poet, prozator, profesor universitar român
- Drăgan Muntean (1955 - 2002) - a fost un cunoscut solist vocal de folclor muzical românesc din Ardeal
- Doina Badea - a fost o cântăreață de muzică ușoară
- Michael Klein - cel mai mare fotbalist al Hunedoarei;
- Octavian Moisin (1914 - 2013), inginer și preot român unit (greco-catolic).
- Daniela Silivaș (n. 1972) - câștigătoare a șase medalii la Jocurile Olimpice de vară din 1988 și a mai multor titluri la campionatele mondiale și europene de gimnastică
- Ioan Andone - mare fotbalist, actualmente antrenorul echipei de fotbal CFR Cluj
- Mircea Rednic - mare fotbalist, actualmente antrenorul echipei Dinamo București
- Bogdan Lobonț[2] - portarul naționalei României
- Mihai Leu[3] - fost campion mondial la box profesionist
- Maria Cioncan - a adus României nenumărate medalii la competiții internaționale de atletism
- Nicolae Bikfalvi - pictor
- Marieta Ilcu (n. 1962 Darabani) - multiplă campioană națională, internațională și olimpică la săritura în lungime, medaliată cu argint la Sevilla.
- Mircea Lucescu - fostul antrenor al echipei locale hunedorene Corvinul, care a dus echipa în Devizia A (1981-1982), fiind o personalitate marcantă a municipiului
- Romulus Gabor - un fotbalist hunedorean de excepție, câștigătorul „Balonului de Aur” la Campionatul Mondial pentru Tineret din 1981
- Ioan Bolborea (n. 1956), sculptor, autorul sculpturii Caragialiana din centrul Bucureștiului;
- Gheorghe Craioveanu (n. 1968), fotbalist;
- Sorin Vasilache (n. 1971), primar al orașului Băile Olănești.

## Politică
Județul Hunedoara este administrat de un consiliu județean format din 32 consilieri. În urma alegerilor locale din 2024, consiliul este prezidat de Laurențiu Nistor de la PSD, iar componența politică a Consiliului este următoarea:
|  | Partid                          | Consilieri | Componența Consiliului | Componența Consiliului | Componența Consiliului | Componența Consiliului | Componența Consiliului | Componența Consiliului | Componența Consiliului | Componența Consiliului | Componența Consiliului | Componența Consiliului | Componența Consiliului | Componența Consiliului | Componența Consiliului | Componența Consiliului | Componența Consiliului | Componența Consiliului |
|  | ------------------------------- | ---------- | ---------------------- | ---------------------- | ---------------------- | ---------------------- | ---------------------- | ---------------------- | ---------------------- | ---------------------- | ---------------------- | ---------------------- | ---------------------- | ---------------------- | ---------------------- | ---------------------- | ---------------------- | ---------------------- |
|  | Partidul Social Democrat        | 16         |                        |                        |                        |                        |                        |                        |                        |                        |                        |                        |                        |                        |                        |                        |                        |                        |
|  | Partidul Național Liberal       | 9          |                        |                        |                        |                        |                        |                        |                        |                        |                        |                        |                        |                        |                        |                        |                        |                        |
|  | Alianța pentru Unirea Românilor | 7          |                        |                        |                        |                        |                        |                        |                        |                        |                        |                        |                        |                        |                        |                        |                        |                        |

## Diviziuni administrative
Județul este format din 69 unități administrativ-teritoriale: 7 municipii, 7 orașe și 55 de comune.
Lista de mai jos conține unitățile administrativ-teritoriale din județul Hunedoara.
| Stemă              | Nume                | Tip de localitate            | Populație          | Imagine            |
| Municipii și orașe | Municipii și orașe  | Municipii și orașe           | Municipii și orașe | Municipii și orașe |
| ------------------ | ------------------- | ---------------------------- | ------------------ | ------------------ |
|                    | Brad                | municipiu                    | 14.495             |                    |
|                    | Deva                | municipiu reședință de județ | 61.123             |                    |
|                    | Hunedoara           | municipiu                    | 60.525             |                    |
|                    | Lupeni              | municipiu                    | 23.390             |                    |
|                    | Orăștie             | municipiu                    | 18.227             |                    |
|                    | Petroșani           | municipiu                    | 37.160             |                    |
|                    | Vulcan              | municipiu                    | 24.160             |                    |
|                    | Aninoasa            | oraș                         | 4.360              |                    |
|                    | Călan               | oraș                         | 11.279             |                    |
|                    | Geoagiu             | oraș                         | 5.294              |                    |
|                    | Hațeg               | oraș                         | 9.685              |                    |
|                    | Petrila             | oraș                         | 22.692             |                    |
|                    | Simeria             | oraș                         | 12.556             |                    |
|                    | Uricani             | oraș                         | 8.972              |                    |
| Comune             |                     |                              |                    |                    |
|                    | Baia de Criș        | comună                       | 2.611              |                    |
|                    | Balșa               | comună                       | 871                |                    |
|                    | Baru                | comună                       | 2.696              |                    |
|                    | Beriu               | comună                       | 3.138              |                    |
|                    | Blăjeni             | comună                       | 1.192              |                    |
|                    | Boșorod             | comună                       | 2.062              |                    |
|                    | Bretea Română       | comună                       | 3.052              |                    |
|                    | Brănișca            | comună                       | 1.767              |                    |
|                    | Buceș               | comună                       | 1.961              |                    |
|                    | Bucureșci           | comună                       | 1.553              |                    |
|                    | Bulzeștii de Sus    | comună                       | 271                |                    |
|                    | Bunila              | comună                       | 306                |                    |
|                    | Burjuc              | comună                       | 873                |                    |
|                    | Băcia               | comună                       | 1.827              |                    |
|                    | Băița               | comună                       | 3.712              |                    |
|                    | Bănița              | comună                       | 1.211              |                    |
|                    | Bătrâna             | comună                       | 127                |                    |
|                    | Cerbăl              | comună                       | 474                |                    |
|                    | Certeju de Sus      | comună                       | 3.126              |                    |
|                    | Crișcior            | comună                       | 3.841              |                    |
|                    | Cârjiți             | comună                       | 681                |                    |
|                    | Densuș              | comună                       | 1.577              |                    |
|                    | Dobra               | comună                       | 3.345              |                    |
|                    | General Berthelot   | comună                       | 896                |                    |
|                    | Ghelari             | comună                       | 1.983              |                    |
|                    | Gurasada            | comună                       | 1.492              |                    |
|                    | Hărău               | comună                       | 2.231              |                    |
|                    | Ilia                | comună                       | 3.662              |                    |
|                    | Lelese              | comună                       | 406                |                    |
|                    | Lunca Cernii de Jos | comună                       | 905                |                    |
|                    | Luncoiu de Jos      | comună                       | 1.815              |                    |
|                    | Lăpugiu de Jos      | comună                       | 1.659              |                    |
|                    | Mărtinești          | comună                       | 956                |                    |
|                    | Orăștioara de Sus   | comună                       | 2.079              |                    |
|                    | Pestișu Mic         | comună                       | 1.207              |                    |
|                    | Pui                 | comună                       | 4.122              |                    |
|                    | Rapoltu Mare        | comună                       | 1.960              |                    |
|                    | Ribița              | comună                       | 1.347              |                    |
|                    | Romos               | comună                       | 2.604              |                    |
|                    | Râu de Mori         | comună                       | 3.153              |                    |
|                    | Răchitova           | comună                       | 1.330              |                    |
|                    | Sarmizegetusa       | comună                       | 1.209              |                    |
|                    | Sântămăria-Orlea    | comună                       | 3.251              |                    |
|                    | Sălașu de Sus       | comună                       | 2.359              |                    |
|                    | Teliucu Inferior    | comună                       | 2.344              |                    |
|                    | Tomești             | comună                       | 1.075              |                    |
|                    | Toplița             | comună                       | 715                |                    |
|                    | Totești             | comună                       | 1.893              |                    |
|                    | Turdaș              | comună                       | 1.801              |                    |
|                    | Vața de Jos         | comună                       | 3.728              |                    |
|                    | Vețel               | comună                       | 2.872              |                    |
|                    | Vorța               | comună                       | 876                |                    |
|                    | Vălișoara           | comună                       | 1.197              |                    |
|                    | Zam                 | comună                       | 1.875              |                    |
|                    | Șoimuș              | comună                       | 3.371              |                    |